# Cotorra de la Patagònia
La cotorra de la Patagònia (Cyanoliseus patagonus) és una espècie d'ocell de la família dels psitàcids i única espècie del gènere Cyanoliseus Bonaparte 1854.

## Hàbitat i distribució
Habita boscos, sabanes i conreus de Xile i l'Argentina. Alguns exemplars escapats han generat petites poblacions fora de la seva àrea, pel que se n'observen petits grups a Mallorca i al Baix Llobregat (en ambdós llocs han arribat a criar).